# 공군작전사령부
공군작전사령부(空軍作戰司令部, Air Force Operations Command)는 공군의 작전을 수행하는 대한민국 공군의 최상위 사령부이다. 사령부는 경기도 평택시 오산공군기지에 위치하고 있다.

## 역사
1961년 7월 1일, 2개 전투비행단과 2개 비행전대를 예속받아 창설되었다.
2005년 9월 13일에 발표된 국방개혁 2020 계획에 따라 작전사령부에 몰려있는 과도한 지휘통제의 범위를 완화하기 위해 작전 지역을 중부(경기도, 강원도)와 남부(충청도, 전라도, 경상도)로 나누고 각각의 지역 사령부에 부대 지휘 권한을 이양하는 재편성 계획을 세웠다. 2년 뒤, 2003년 7월 1일에 남부전투사령부가 창설되면서 제1, 11, 16, 17전투비행단, 2010년 12월 23일 창설된 북부전투사령부에는 제8, 10, 18, 19, 20전투비행단, 38전대의 지휘권한을 인계하였다.
2015년 3월 27일, 국방부는 열린 합동참모회의에서 의결한 공군지휘구조 개편안을 바탕으로, 31일에 예하 북부, 남부전투사령부를 각각 '공중기동정찰사령부'와 '공중전투사령부'로 재편성할 것이라고 언론에 발표하였다. 지휘통제 범위를 완화하기 두개 지역 전투 사령부를 설립한 이후, 조기경보통제기, 정찰기, 고고도 무인항공기를 도입하면서 작전 지역을 한반도 전체로 확대되었다. 이는 굳이 전투 가능한 구역을 지역으로 한정할 필요가 없어져서 운영 기준을 지역에서 기능으로 바꾼 것이다.
2017년 12월 1일, 북한에 관한 정보감시 및 정찰능력을 강화하기 위해 제37전술정보전대를 항공정보단으로 재편성하였다.
2022년 12월 1일, 공군은 우주 작전을 위해 우주관련 조직·기능을 통합한 '우주작전대대'를 창설하였다.

## 산하 조직

### 직할부대
- 공군작전사령부 근무지원단

### 기능별 사령부
- 공중기동정찰사령부
- 공중전투사령부
- 미사일방어사령부
- 방공관제사령부

### 기능별 본부, 단급 부대
- 항공우주작전본부
- 작전정보통신단
- 항공정보단
- 항공지원작전단

## 역대 지휘관

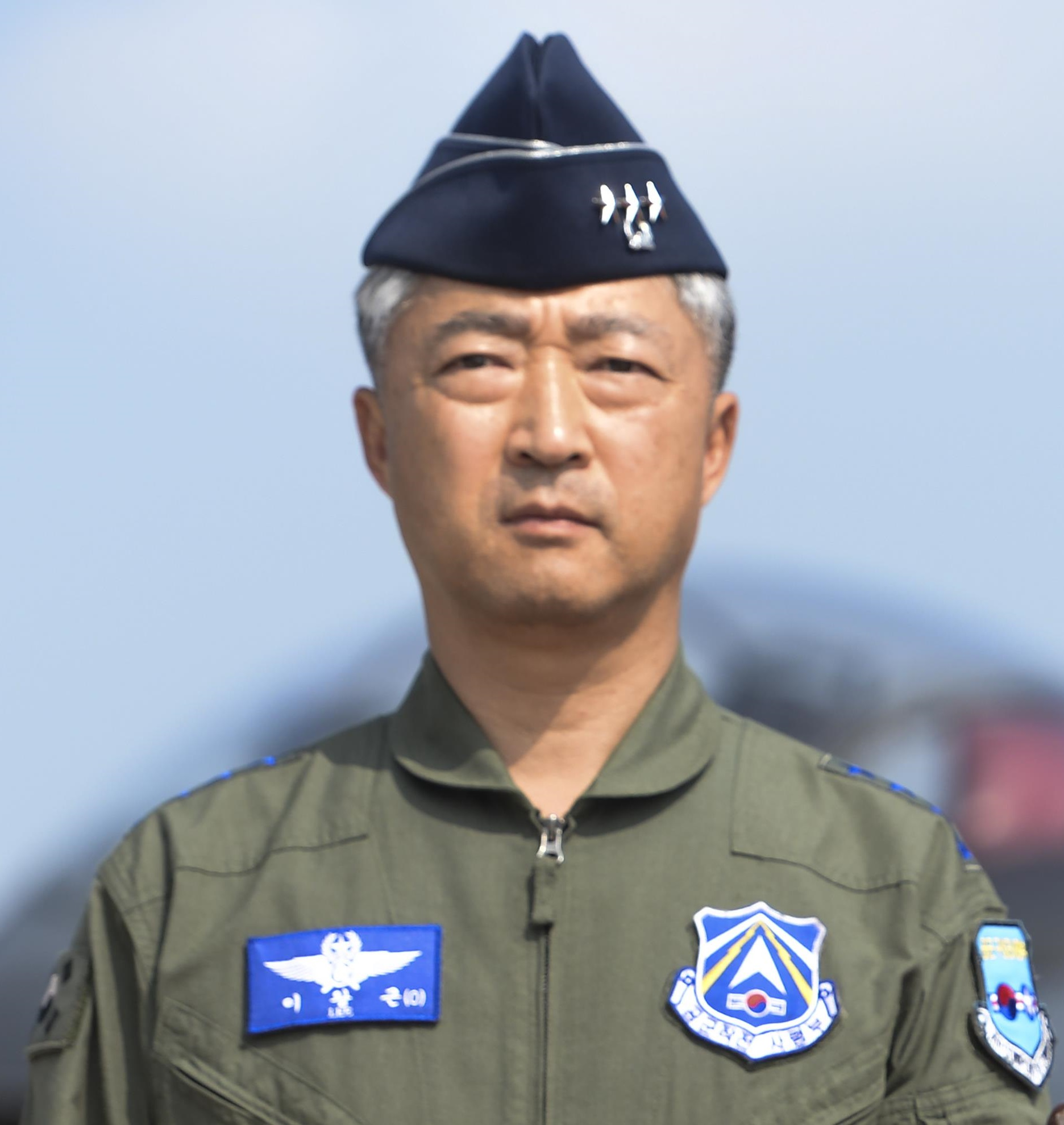
34대사령관 이왕근 중장

| #  | 계급 | 임관      | 성명           | 취임일           | 이임일           | 참고 |
| -- | ---- | --------- | -------------- | ---------------- | ---------------- | ---- |
| 1  | 중장 | 사후 4기  | 김성룡(金成龍) | 1961년 7월 1일   | ?                |      |
| 3  | 중장 | 사후 4기  | 전봉희         | 1963년 5월 1일   | ?                |      |
| 25 | 중장 | 공사 20기 | 이기동         | ?                | ?                |      |
| 29 | 중장 | 공사 27기 | 이영만(李永滿) | ?                | ?                |      |
| 30 | 중장 | 공사 27기 | 박신규(朴信圭) | ?                | 2013년 4월 24일  |      |
| 31 | 중장 | 공사 28기 | 최차규(崔且圭) | 2013년 4월 25일  | 2014년 4월 11일  |      |
| 32 | 중장 | 공사 29기 | 박재복(朴在福) | 2014년 4월 17일  | 2015년 4월 12일  |      |
| 33 | 중장 | 공사 29기 | 김정식(金廷植) | 2015년 4월 13일  | 2015년 11월 2일  |      |
| 34 | 중장 | 공사 31기 | 이왕근(李旺根) | 2015년 11월 3일  | 2016년 12월 27일 |      |
| 35 | 중장 | 공사 32기 | 원인철(元仁哲) | 2016년 12월 27일 | 2017년 9월 27일  |      |
| 36 | 중장 | 공사 32기 | 이건완(李建完) | 2017년 9월 27일  | 2019년 5월 10일  |      |
| 37 | 중장 | 공사 33기 | 황성진(黃成鎭) | 2019년 5월 10일  | 2020년 12월 3일  |      |
| 38 | 중장 | 공사 35기 | 김준식(金俊植) | 2020년 12월 4일  | 2021년 12월 15일 |      |
| 39 | 중장 | 공사 36기 | 최성천         | 2021년 12월 15일 | 2022년 6월 8일   |      |
| 40 | 중장 | 공사 37기 | 박하식(朴夏植) | 2022년 6월 9일   | 2023년 11월 6일  |      |
| 41 | 중장 | 공사 39기 | 김형수(金亨洙) | 2023년 11월 6일  | 현임             |      |

## 참고

### 인용
1. ↑  “공군, 남부전투사령부 창설”. 대한민국 공군. 2003년 6월 30일. 2014년 10월 21일에 원본 문서에서 보존된 문서. 2011년 6월 20일에 확인함.
2. ↑  “공군, 북부전투사령부 창설” (PDF). 대한민국 공군. 2011년 1월 27일. 2011년 6월 27일에 확인함.
3. ↑  김태훈 (2015년 3월 31일). “공군 남부·북부사령부, 각각 공중전투·공중기동정찰사령부로 개편”. SBS 뉴스. 2015년 4월 19일에 확인함.
4. ↑  이사연 (2017년 12월 1일). “공군 '항공정보단' 창설…북핵·미사일 감시태세 강화”. YTN. 2018년 4월 14일에 확인함.
5. ↑  강국진 (2022년 12월 1일). “이제는 우주시대, 공군 우주작전대대 창설”. 《서울신문》. 2023년 5월 6일에 확인함.

### 온라인
- “공군작전사령부령”. 국가법령정보센터. 1990년 10월 1일. 2012년 5월 4일에 확인함.